# Feuerwehr-Verdienstmedaille (Braunschweig)
Die Feuerwehr-Verdienstmedaille wurde am 25. April 1912 von Herzog Johann Albrecht zu Mecklenburg als Regent des Herzogtums Braunschweig gestiftet.
Sie war für Personen gedacht, die sich 40 Jahre lang als Mitglieder einer Freiwilligen Feuerwehr im Herzogtum treue und nützliche Dienste geleistet oder mit besonderer Auszeichnung in einer Berufsfeuerwehr (wie z. B. der Feuerwehr Braunschweig) gedient haben. Außerdem konnte die Auszeichnung an Personen verliehen werden, die sich in besonderer Weise um das Feuerlöschwesen des Landes oder einer Gemeinde verdient gemacht hatten.
Die silberne Medaille zeigt auf der Vorderseite in der Mitte zwei gekreuzte Beile und darauf einen Feuerwehrhelm mit der umlaufenden Inschrift FÜR VERDIENSTE UM DIE FEUERWEHR. Rückseitig das von der Krone überragte braunschweigische Herzogswappen mit der halbseitigen Umschrift GOTT ZUR EHR oben und DEM NÄCHSTEN ZUR WEHR unten.
Getragen wurde die Auszeichnung am Band mit sechs goldgelben und sieben himmelblauen Streifen auf der linken Brust.